# Gewone biesbladroller
De gewone biesbladroller (Bactra lancealana) is een nachtvlinder uit de familie Tortricidae, de bladrollers. 
De spanwijdte van de vlinder bedraagt tussen de 11 en 18 millimeter. Hij kan makkelijk verward worden met andere Bactra soorten, soms is microscopisch onderzoek aan de genitaliën nodig om tot een zekere determinatie te komen.

## Taxonomie
De gewone biesbladroller hoort tot het ondergeslacht Bactra, en wordt daarom soms geschreven als Bactra (Bactra) lancealana.

## Waardplanten
De gewone biesbladroller heeft biezeknoppen, mattenbies en veenbies als waardplanten.

## Voorkomen in Nederland en België
De gewone biesbladroller is in Nederland en in België een algemene soort, die verspreid over het hele gebied kan worden gezien. De soort kent twee generaties, die vliegen van mei tot oktober.